# Religionen in Esslingen
Um 2000 waren etwa 39 % (35.100) der Einwohner der baden-württembergischen Kreisstadt Esslingen evangelisch, rund 27 % (24.300) katholisch. Daneben gibt es unter anderem auch eine griechisch-orthodoxe Gemeinde, Muslime, Juden und viele kleinere Gemeinden in der Stadt. Laut Zensus waren am 9. Mai 2011 23,1 % der Einwohner römisch-katholisch, 32,8 % evangelisch und 44,2 % gehörten anderen Konfessionen oder Religionsgemeinschaften an oder waren konfessionslos. Mit Stand 31. Dezember 2023 waren von den Einwohnern 22,8 % evangelisch, 17,6 % katholisch und 59,6 % waren konfessionslos oder gehörten einer anderen Glaubensgemeinschaft an.

## Christentum

### Katholiken
Laut Zensus waren am 9. Mai 2011 23,1 % der Einwohner römisch-katholisch.
Als Esslingen im Jahr 777 zum ersten Mal erwähnt wurde, gehörte die Kirche dem Abt Fulrad von Saint-Denis, der die Cella für den Fall seines Todes zusammen mit den Gebeinen des Märtyrers Vitalis der merowingischen Abtei Saint-Denis bei Paris vermachte. Esslingen entwickelte sich zu einem stark besuchten Pilgerort. Um 800 erhielt Esslingen das Marktrecht, wohl um die Einnahmen des Klosters und die Versorgung der Pilger zu sichern.
1213 schenkte Kaiser Friedrich II. die Esslinger Stadtkirche dem Domkapitel Speyer.
Im 13. Jahrhundert wurde in Esslingen mit dem Bau vieler großer Gebäude begonnen. Klöster wurden gebaut, die Brücke über den Neckar stammt aus dieser Zeit und die Kirche St. Vitalis wurde ausgebaut. 1229 wurden in einer Schenkung an das Kloster Salem erstmals das Esslinger Stadtrecht und das Amt des Schultheiß genannt.
Mit dem Reichtum kam auch die Gegenbewegung der Bettelorden in die Stadt. Unter anderen predigten Dominikaner, Franziskaner und Karmeliter Armut, Buße und Sorge um das Seelenheil. Sie erhielten große Schenkungen und Nachlässe in reichem Ausmaß, mit denen sie Klöster und Kirchen errichteten.
Die Bevölkerung Esslingens gehörte damals zum Bistum Konstanz und war dem Archidiakonat Alb zugeordnet. Esslingen war Sitz des Landkapitels Esslingen. Nach Einführung der Reformation war Esslingen über viele Jahrhunderte eine überwiegend protestantische Stadt, doch gab es stets auch einige Katholiken. Sie konnten ihre Gottesdienste in der Marienkapelle beim Kaisheimer Pfleghof abhalten. 1806 wurde wieder offiziell eine katholische Gemeinde gegründet. Diese feierte Gottesdienst in der Kirche des Katharinenspitals bis zu deren Abbruch 1811, danach in der Frauenkirche. 1821 kam die Gemeinde zum neu gegründeten Bistum Rottenburg. 1861 konnte die Gemeinde die ehemalige Dominikanerkirche St. Paul erwerben, die 1864 als katholische Pfarrkirche geweiht wurde. Während der Renovierungszeit nutzte die Gemeinde von 1860 bis 1864 die Franziskanerkirche. Ab Mitte des 20. Jahrhunderts wurden, vor allem wegen des Zustroms katholischer Flüchtlinge und Heimatvertriebener, weitere katholische Kirchengemeinden in den Esslinger Stadtteilen gegründet, die heute die Seelsorgeeinheiten 8 und 9 innerhalb des Katholischen Dekanats Esslingen-Nürtingen der Diözese Rottenburg-Stuttgart bilden. Zur Seelsorgeeinheit 8 gehören neben dem
- Münster St. Paul am Marktplatz die Gemeinden
- St. Josef in Hohenkreuz (Kirche von 1957),
- Maria Hilfe der Christen in Mettingen (Kirche von 1952) und
- St. Elisabeth in der Pliensauvorstadt (Kirche von 1966).

Zur Seelsorgeeinheit 9 gehören die Gemeinden
- St. Maria Schmerzhafte Mutter in Berkheim (Kirche von 1975),
- Albertus Magnus in Oberesslingen (Kirche von 1947/48),
- Zur heiligsten Dreifaltigkeit in Zell (Kirche von 1966/67) und
- St. Augustinus in Zollberg (Kirche von 1959).

### Protestanten

Frauenkirche
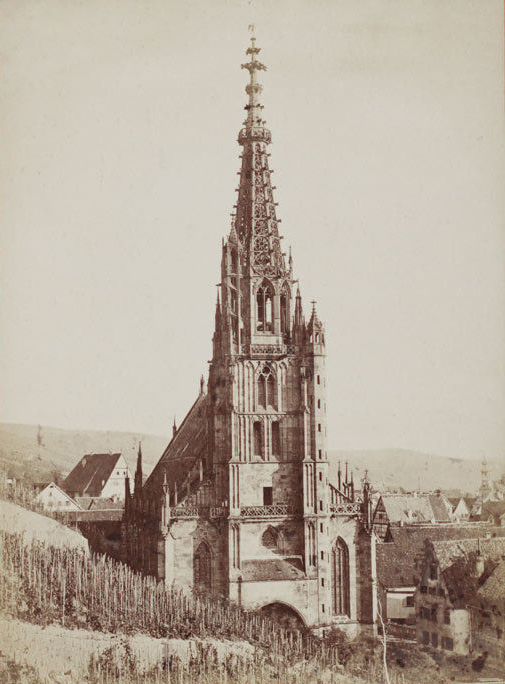
Um 1890
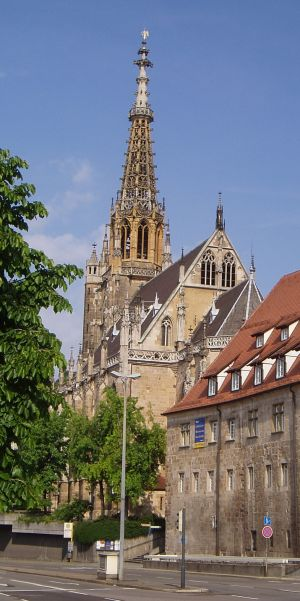
2004

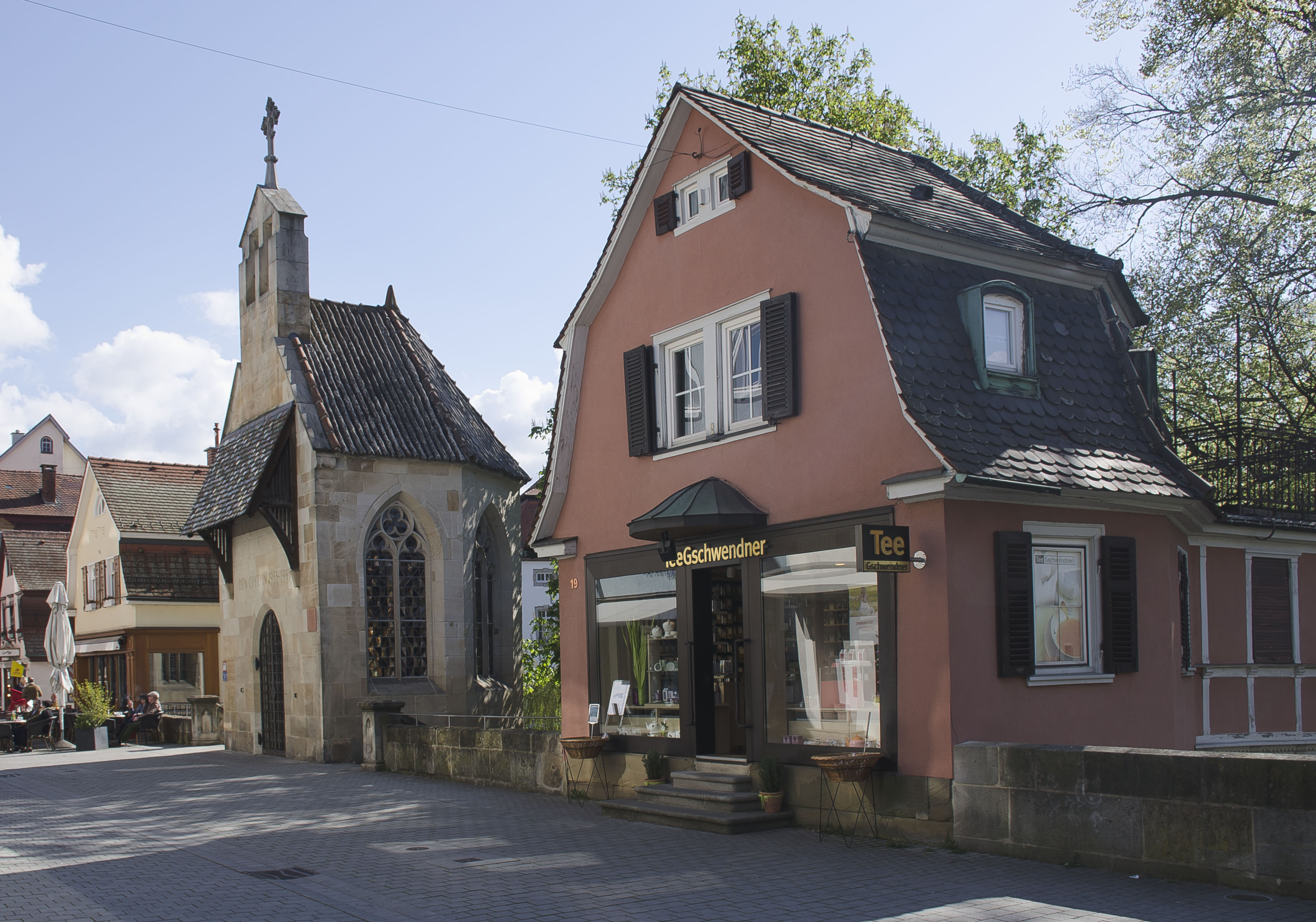
Innere Brücke mit Nikolauskapelle

Der erste evangelische Pfarrer wurde in Esslingen 1526 angestellt. Ab 1531 wurde die freie Predigt zugelassen und der Reformator Ambrosius Blarer eingestellt. 1532 wurde in einem Bildersturm die Innenausstattung der Kirchen zerstört. 1531 trat Esslingen dem Schmalkaldischen Bund der Protestanten bei. Als der darauf folgende Krieg gegen Karl V. verloren war, musste in der Stadt ab 1548 wieder die Lesung der Messe geduldet werden. 1551 wurden in Esslingen jedoch schon wieder evangelische Gottesdienste abgehalten. Danach setzte sich mehr und mehr das lutherische Bekenntnis durch und Esslingen war über viele Jahrhunderte eine überwiegend protestantische Stadt. Als Freie Reichsstadt konnte Esslingen auch die kirchlichen Angelegenheiten selbst regeln. An der Spitze der Kirche in Esslingen stand ab 1698 ein Superintendent, der auch als Senior bezeichnet wurde. Nach dem Übergang an Württemberg 1802 wurde Esslingen Sitz eines Dekanats (Kirchenbezirk Esslingen), der bisherige Senior an der Stadtkirche St. Dionysius wurde Dekan. Neben der Stadtkirche bestanden in der Innenstadt noch zwei weitere evangelische Kirchen, nämlich die Frauenkirche (1811–1864 katholische Kirche), die heute Mittelpunkt einer eigenen evangelischen Kirchengemeinde ist und die Hintere Kirche (ehemalige Franziskanerklosterkirche), deren Langhaus wegen Baufälligkeit Anfang des 19. Jahrhunderts jedoch abgebrochen werden musste; der Chor wurde 1840 in das Evangelische Gemeindehaus der Stadtkirchengemeinde integriert. Auch in den Stadtteilen Esslingens gab es teilweise eigene Kirchen oder wurden später neue Kirchen gebaut und eigene Kirchengemeinden errichtet. Heute bilden insgesamt 13 Kirchengemeinden die Evangelische Gesamtkirchengemeinde Esslingen. Neben der Stadtkirchengemeinde St. Dionysiums und der Frauenkirchengemeinde sind dies (alphabetische Auflistung):
- Kirchengemeinde Hegensberg-Liebersbronn (Kirche und Pfarrei von 1927 sowie neue Kirche von 1959)
- Kirchengemeinde Hohenkreuz (Kirche von 1956/57)
- Johanneskirchengemeinde (Kirche 1909 als „Ostkirche“ erbaut, seit 1939 Johanneskirche)
- Kirchengemeinde Mettingen (gotische Kirche mit angebautem Turm aus dem 15. Jahrhundert; war bis 1902 Filiale von St. Dionysius, erst dann eigene Pfarrei; zur Gemeinde gehören auch Brühl und Weil; 1962 Bau der Lukaskirche in Weil)
- Oberesslingen Martinskirchengemeinde (Kirche von 1827, doch gab es bereits im 14. Jahrhundert eine Kirche)
- Oberesslingen Versöhnungskirchengemeinde (Kirche von 1972)
- Oberesslingen Gartenstadtkirchengemeinde (Kirche von 1952 bis 2008, evangelisches Gartenstadthaus von 2009) zur Gemeinde gehört auch Sirnau
- Kirchengemeinde St. Bernhardt (Kirche von 1774, 1889 erweitert, Vorgängerkirche St. Bernhardt wurde im Dreißigjährigen Krieg zerstört, der Turm blieb aber erhalten) zur Kirchengemeinde gehören auch Wäldenbronn, Kennenburg, Serach und Wiflingshausen
- Südkirchengemeinde in der Pliensauvorstadt (Kirche von 1925/26)
- Kirchengemeinde Sulzgries (Kirche Sulzgries von 1839; die alte Dreifaltigkeitskirche Rüdern wurde bereits 1473 erwähnt, 1805 erneuert, 1839 als Bauernhaus umgebaut und 1841 abgebrochen) zur Kirchengemeinde gehört auch Rüdern, Krummenacker und Neckarhalde
- Kirchengemeinde Zollberg (Christuskirche erbaut 1963)

Die drei Oberesslinger Gemeinden sind zu einer Kirchengemeinde fusioniert worden.
Auch in den beiden zuletzt nach Esslingen eingemeindeten Stadtteilen Berkheim und Zell gibt es jeweils evangelische Kirchengemeinden, da die Orte früh zu Württemberg gehörten und somit auch hier die Reformation eingeführt wurde. Berkheim war aber lange Zeit eine Filiale von Denkendorf, ab 1839 von Nellingen und ist erst seit 1889 selbständige Pfarrei. Die Gemeinde feiert ihre Gottesdienste in einer 1841, 1879 und 1929 umgebauten bzw. erneuerten Kirche romanischen Ursprungs. 1977 wurde als zweite Kirche die Osterfeldkirche mit Gemeindezentrum erbaut. Zell hat eine spätgotische Pfarrkirche mit hochgotischem Ostchor. Das Schiff wurde 1877 erneuert.
Alle genannten Kirchengemeinden im Esslinger Stadtgebiet gehören zum Dekanat Esslingen innerhalb der Evangelischen Landeskirche in Württemberg. Auch gibt es einige evangelischen Gemeinschaften, darunter die Süddeutsche Gemeinschaft.

### Freikirchen
Bereits 1527 bildete sich eine Gemeinde der reformatorischen Täufer, gegen die 1529 mit sechs Todesurteilen vorgegangen wurde. Einer ihrer Prediger war der 1528 in Augsburg nach einem Ratsurteil hingerichtete Hans Leupold. Noch 1598 wurden Täufer in Esslingen festgenommen.
Die Vereinigung Evangelischer Freikirchen (VEF) ist in Esslingen mit folgenden Gemeinden vertreten:
- die Gemeinschaft der Siebenten-Tags-Adventisten (seit 1920) trifft sich in ihrem Gemeindezentrum an der Bismarckstraße 25a.[6]
- Evangelisch-Freikirchliche Gemeinde (Baptisten); ihr Gotteshaus, die Begegnungskirche, liegt an der Urbanstraße 45.[7]
- die Friedenskirche der Evangelisch-methodistische Kirche (seit 1860) befindet sich an der Friedensstraße 8.[8]

Nicht zur VEF gehören die Esslinger Christadelphianer, die im Stadtteil Wäldenbronn ihren Sitz haben, sowie die Volksmission entschiedener Christen.

### Griechisch-Orthodoxe

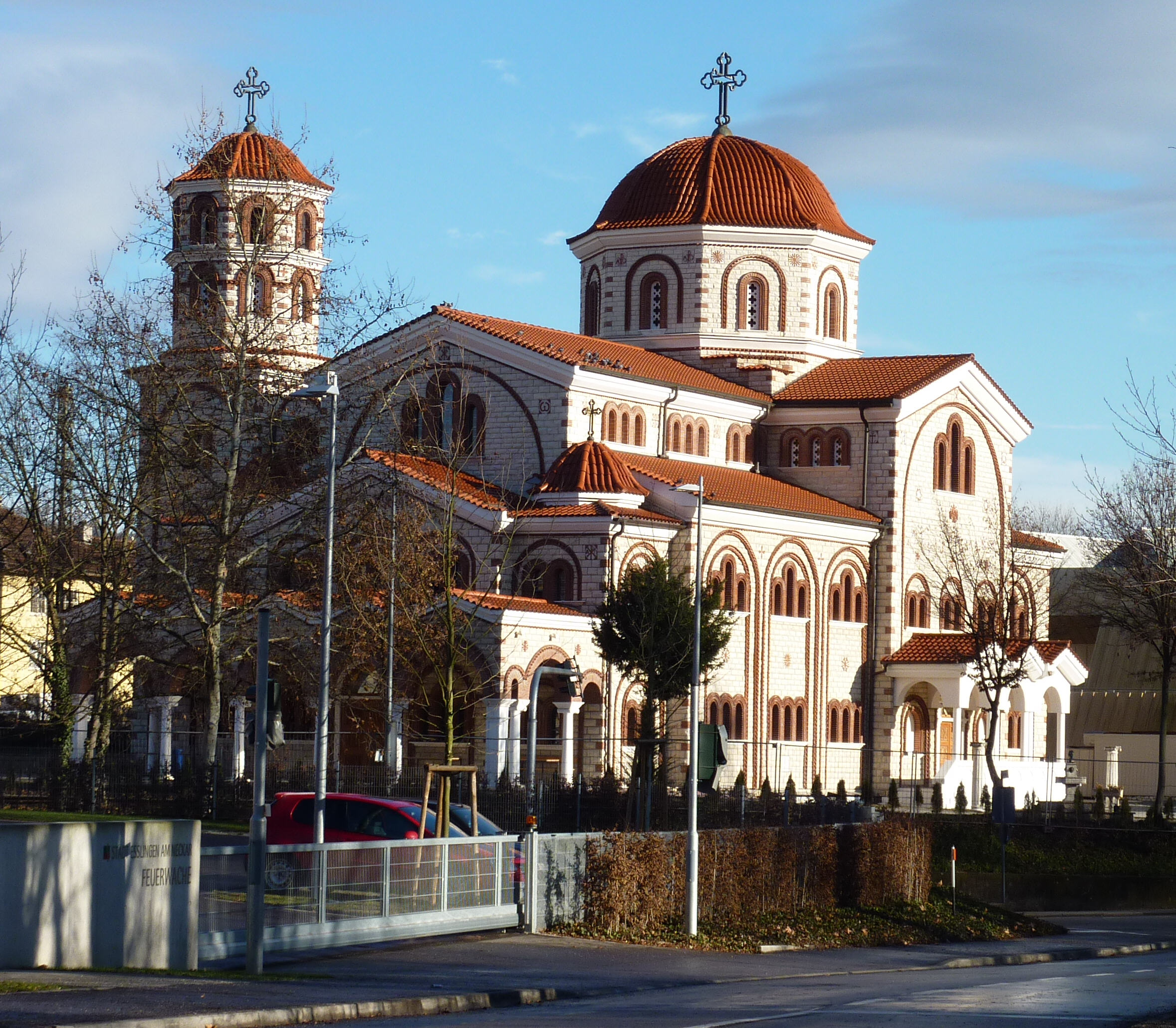
Griechisch-orthodoxe Kirche

In Esslingen findet sich mit der Kirche Mariä Verkündigung die größte griechisch-orthodoxe Kirche Europas außerhalb Griechenlands. Die dreischiffige Basilika wurde 1995 fertiggestellt. Der massive Betonbau wurde kunstvoll verkleidet und in klassisch-orthodoxer Manier ausgemalt. Die Apsis zeigt die thronende Gottesmutter mit dem Jesuskind, an ihrer Seite die Erzengel Michael und Gabriel. Das Kuppelgemälde zeigt Christus als Pantokrator.

### Sondergemeinschaften mit christlichem Hintergrund
Darüber hinaus sind die Neuapostolische Kirche seit 1905, die Christliche Wissenschaft seit 1920, die Kirche Jesu Christi der Heiligen der Letzten Tage seit 1922, die Christengemeinschaft seit 1922 und die Zeugen Jehovas seit 1930 in Esslingen vertreten.

## Judentum
In der Reichspogromnacht vom 9. auf den 10. November 1938 wurde die Synagoge im Heppächer geschändet. Menschen, die nach Nazi-Ideologie als Juden galten, wurden zur Vernichtung in den Osten deportiert. Heute (2012) hat Esslingen wieder mehr als 200 Bürger, die sich zum jüdischen Glauben bekennen. Anfang 2012 wurde das ehemalige Synagogengebäude im Heppächer in Form des Erbbaurechts an die Israelitische Religionsgemeinschaft Württembergs rückübertragen. Geplant ist hier die Einrichtung eines Gemeindezentrums.

## Islam

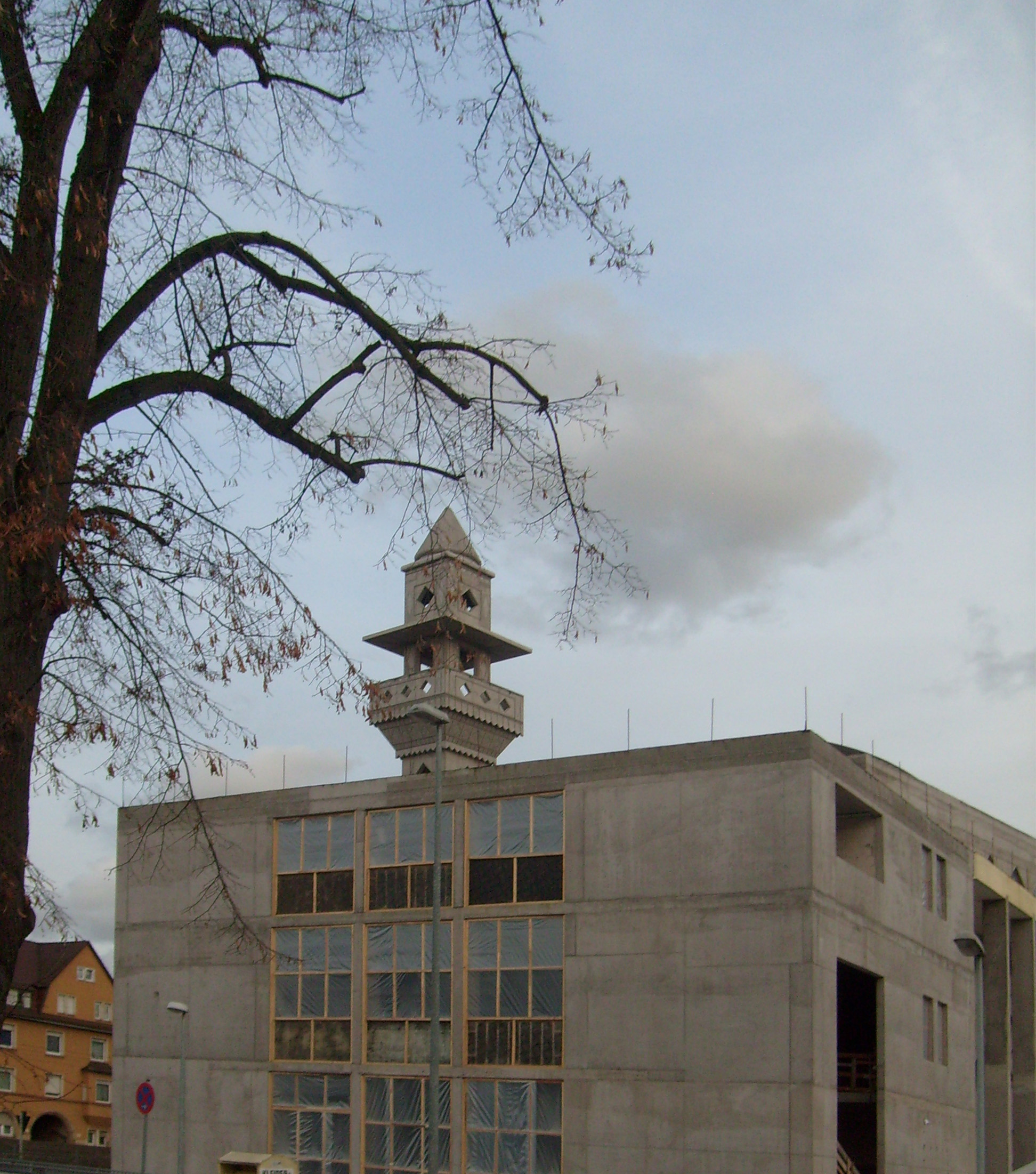
Moschee (Rohbau) Esslingen

Mit weit über 8.000 Gläubigen sind die Muslime nach den Christen die größte Glaubensgemeinschaft in Esslingen. Die älteste Gemeinde ist dabei der zum heutigen Dachverband IGMG zugehörige Verein „Islamische Gemeinschaft Esslingen e.V.“ (auch: „Fatih Moschee“). Der im Jahre 1978 als „Die Welt des Islams“ gegründete Verein ist mit über 300 aktiven Mitgliedern die zweitgrößte muslimische Gemeinde der Stadt. Neben den täglichen Gebeten finden hier auch die Freitags- und Festgebete sowie während des gesamten Fastenmonats Ramadan die Essensausgabe zum Iftar (Fastenbrechen) für Mitglieder und Nichtmitglieder statt. Der Verein beteiligt sich mit Straßenaktionen aktiv am Geschehen in Esslingen und ist traditionell beim alljährlichen Esslinger Bürgerfest mit einem Stand vertreten.
Der 1991 gegründete Ableger der DİTİB ist nach Mitgliederzahlen der größte muslimische Verein Esslingens. Zu Beginn der 2000er Jahre beantragte er den Bau einer Moschee in Esslingen. Der Antrag löste kontroverse Diskussionen um Christentum und Islam aus. Der Verein distanzierte sich jedoch bereits mehrmals vor dem Missbrauch des Korans für machtpolitische und gewalttätige Zwecke. Für die Moschee in der Rennstraße 9 sind neben einem Gebetssaal (440 m²) ein Veranstaltungssaal, Teestube, Unterrichtsräume, Jugendraum, Besprechungsräume, Tiefgarage (32 Stellplätze) usw. geplant. Ein Minarett (25 m hoch) ist ebenfalls vorhanden. Die vom Architekturbüro K + Ü Architekten geplante Moschee wurde genehmigt. Am 6. Mai 2006 war „Spatenstich“, seit dem Sommer 2008 ist der Rohbau fertig. Für den Innenausbau werden derzeit Spenden gesammelt.

## Bahaitum
Das Bahaitum im deutschsprachigen Raum beginnt 1905 in Stuttgart. 1908 bereits gibt es eine kleine Bahai-Gemeinde in Esslingen. Heute hat sie im Stadtteil Krummenacker ihr Zentrum. Esslingen hat für die Bahai-Geschichte eine besondere Bedeutung, weil der Sohn des Religionsstifters der jüngsten abrahamitischen Weltreligion ʿAbdul-Baha' schon 1913 aus Palästina anreiste und die ersten Gläubigen in Europa und auch in Esslingen besuchte. Ihm zu Ehren wurde im Alten Museum (heute die Gaststätte Reichsstadt) ein Kinderfest gefeiert. Im Januar 2003 organisierte die Bahai-Gemeinde zusammen mit der evangelischen und der katholischen Kirchengemeinde sowie der muslimischen Gemeinde eine multireligiöse Friedensandacht in der Frauenkirche.